# Мазельцево
Мазельцево — деревня в Карамышевской волости Псковского района Псковской области России.
Расположена в 23 км к северо-востоку от села Карамышево и в 59 км к востоку от центра города Пскова.
Численность населения деревни по состоянию на 2000 год составляла 5 человек.
До 1 января 2010 года деревня входила в состав ныне упразднённой Большезагорской волости.